# Liste der Naturdenkmale in Seeblick
Die Liste der Naturdenkmale in Seeblick enthält alle Naturdenkmale der brandenburgischen Gemeinde Seeblick und ihrer Ortsteile im Landkreis Havelland, welche durch Rechtsverordnung geschützt sind. (Stand: 2014)
In den Spalten befinden sich folgende Informationen:
- Nr.: Identifizierungsnummer nach veröffentlichter Liste. Sie wird von der unteren Naturschutzbehörde des Landkreises oder der kreisfreien Stadt vergeben. Wenn sie bekannt ist, wird sie angegeben. In dieser Spalte kann sich zusätzlich das Wort Wikidata befinden, der entsprechende Link führt zu Angaben zu diesem Naturdenkmal bei Wikidata.
- Bezeichnung: Benennung des Naturdenkmals, in der Regel wird bei Bäume die Baumart genannt. Bekannte Eigennamen werden mit angegeben.
- Gemarkung: Ort oder Gemarkung, in der sich das Naturdenkmal befindet
- Lage: Nennt die Lage des Naturdenkmals im jeweiligen Ortsteil und die geografischen Koordinaten des Naturdenkmals. Link zu einem Kartenansichtstool, um Koordinaten zu setzen. In der Kartenansicht sind Naturdenkmale ohne Koordinaten mit einem roten beziehungsweise orangen Marker dargestellt und können in der Karte gesetzt werden. Denkmale ohne Bild sind mit einem blauen bzw. roten Marker gekennzeichnet, Denkmale mit Bild mit einem grünen beziehungsweise orangen Marker.
- Beschreibung: die Beschreibung des Naturdenkmales
- Schutzzweck: Erläutert den Grund der Unterschutzstellung
- Bild: Zeigt ein Bild des Naturdenkmales und gegebenenfalls ein Link zu weiteren Fotos im Medienarchiv Wikimedia Commons

## Hohennauen
| Bild                           | Bezeichnung     | Lage                                                                          | Beschreibung | Schutzzweck | Nummer |
| ------------------------------ | --------------- | ----------------------------------------------------------------------------- | --- | ----------- | ------ |
| Weitere Bilder Fotos hochladen | Eibe            | Hohennauen, Auf dem Friedhof 1/38/2 (52° 39′ 56,3″ N, 12° 20′ 14″ O)          | durch Standort befindet sich Eibe sichtexponiert auf dem Friedhof von Hohennauen; bildet mit der Kirche ein schönes Ensemble; aufgrund der Schönheit und Eigenart und auch als das Ortsbild bereicherndes Element - Baum ist vollkronig und weist nur wenige trockene Zweige und Äste auf; Vitalität des Baumes ist sehr gut - Stammumfang: 126 - seit 6. Januar 1957 |             | 0017 B |
| Weitere Bilder Fotos hochladen | Persische Eiche | Hohennauen, im Park, Pareyer Straße 7 1/15/1 (52° 40′ 3,9″ N, 12° 20′ 2,4″ O) | örtliche dendrologische Seltenheit; aufgrund der Schönheit und Eigenart und auch als ein das Ortsbild bereicherndes Element - stattlicher Baum wurde auf eine gewöhnliche Eiche als Unterlage gepfropft; Pfropfstelle ist als Rindenschattierung gut zu erkennen - geschätztes Alter 150 Jahre - Stammumfang: 283 - seit 1955 im Kataster                             |             | 0018 B |

## Witzke
| Bild                           | Bezeichnung  | Lage                                                          | Beschreibung | Schutzzweck | Nummer |
| ------------------------------ | ------------ | ------------------------------------------------------------- | --- | ----------- | ------ |
| Weitere Bilder Fotos hochladen | Witzker Eibe | Witzke, Dorfstraße 15 1/95 (52° 41′ 23,4″ N, 12° 25′ 24,8″ O) | einstämmige Eiben in dieser Stärke sind im Landkreis nur selten zu finden; Ortsbild-Prägung; besonders markanter Baum - starker Stamm; einige Kronenäste entfernt; Vitalität II - Alter geschätzt 120 Jahre - Stammumfang 248 - seit 1955 im Kataster |             | 0056 B |